# Цецишув
Цецишув (пол. Cieciszów, нім. Zeisdorf) — село в Польщі, у гміні Шпротава Жаґанського повіту Любуського воєводства.
Населення — 118 осіб (2011).
У 1975-1998 роках село належало до Зеленогурського воєводства.

## Демографія
Демографічна структура станом на 31 березня 2011 року:
|          | Загалом | Допрацездатний вік | Працездатний вік | Постпрацездатний вік |
| -------- | ------- | ------------------ | ---------------- | -------------------- |
| Чоловіки | 63      | 7                  | 49               | 7                    |
| Жінки    | 55      | 7                  | 32               | 16                   |
| Разом    | 118     | 14                 | 81               | 23                   |